# Château d'Évian
Le château d'Évian est un ancien château fort, édifié aux alentours du début du XIIIe siècle et disparu au cours du XIXe siècle, situé dans le Chablais savoyard. Il était installé dans la partie sud de la commune d'Évian-les-Bains dans le département de la Haute-Savoie, en région Auvergne-Rhône-Alpes.

## Situation
La forteresse se situait dans la partie sud de la ville d'Évian, à l'emplacement de l'école du Centre.

## Historique
La fondation du château par Pierre de Savoie correspond, selon le chroniqueur François Prévost (Histoire de la ville d'Evian, 1623), à l'année 1237,. Toutefois, pour l'historien Louis Blondel, celle-ci n'est pas prouvée. Les auteurs de l'ouvrage Histoire des communes savoyardes (1980) supposent que l'édifice était probablement plus ancien. Le château est remanié ou reconstruit par Pierre de Savoie, au cours des décennies 1250-1260.
Le bourg d’Évian reçoit du nouveau comte Pierre II de Savoie une charte de franchises — « concedimus hominibus de Aquiano, qui modo sunt in dicta villa et pro tempore erunt, libertates et franchesias infrascriptas »  — en 1265,.

## Description
Le château était constitué, selon le chroniqueur François Prévost, d'« une forteresse et château à quatre grandes tours ». Il pourrait ressembler au château suisse d'Yverdon.

## Châtellenie d'Évian et de Féternes

### Organisation
Le château d'Évian est le centre d'une châtellenie, ou mandement, double d'Évian et de Féternes,. Lorsque le comte Pierre II de Savoie réorganise le comté, en 1265, le château devient le lieu de résidence d'un châtelain, à qui échoit également le mandement de Féternes.
La châtellenie d'Évian et de Féternes recouvre la « partie orientale du Chablais savoyard ». Elle relève du bailliage du Chablais.

### Les châtelains
Dans le comté de Savoie, le châtelain est un « [officier], nommé pour une durée définie, révocable et amovible »,. Il est chargé de la gestion de la châtellenie ou mandement, il perçoit les revenus fiscaux du domaine, et il s'occupe de l'entretien du château. Le châtelain est parfois aidé par un receveur des comptes, qui rédige « au net [...] le rapport annuellement rendu par le châtelain ou son lieutenant ».

### Fonds d'archives
- Série : Comptes des châtellenies (1289-1525). Fonds : Comptes de châtellenie et de subsides; Cote : SA 9030-9068. Chambéry : Archives départementales de la Savoie (présentation en ligne).« Châtellenie d'Évian et Féternes »
- Série : Comptes des châtellenies (XIIIe siècle-XVIe siècle). Fonds : Inventaire-Index des comptes de châtellenie et de subsides; Cote : SA. Chambéry : Archives départementales de la Savoie (présentation en ligne).p. 300-313, « Châtellenie d'Évian et Féternes »
- groupe de Chambéry (animé par Christian Guilleré) et groupe de Lyon (animé par Jean-Louis Gaulin), « Comptes de châtellenies savoyardes », sur castellanie.net : « Recherche multicritères : « Évian et Féternes » »